# As If To Nothing
 (avril 2017).
Si vous disposez d'ouvrages ou d'articles de référence ou si vous connaissez des sites web de qualité traitant du thème abordé ici, merci de compléter l'article en donnant les références utiles à sa vérifiabilité et en les liant à la section « Notes et références ».
Albums de Craig Armstrong
The Space Between Us
(1998) Piano Works
(2004)
Singles
1. Love Song
Sortie : 2002
2. Waltz
Sortie : 2002

As If To Nothing est le second album indépendant du compositeur et arrangeur écossais Craig Armstrong, sorti en 2002.

## Présentation
As If To Nothing comporte des collaborations avec Bono de U2, Mogwai, Photek, Evan Dando, King Crimson, et l'ancien chanteur du groupe The Big Dish (en), Steven Lindsay.
L'album est produit le 19 février 2002, sur le label EMI au Royaume-Uni, et Astralwerks aux États-Unis.
La chanson Ruthless Gravity est mise en vedette dans le film Layer Cake (2004). Elle est également utilisée dans un épisode de Top Gear lorsque les présentateurs font une course, depuis Surrey jusqu'à Monte-Carlo, entre une Aston Martin DB9 et le TGV.
La chanson Finding Beauty a également été reprise par le groupe Escala (en) sur leur album Escala.
Stay (Faraway, So Close!) est une reprise de la chanson du groupe U2, issue de leur album Zooropa (1993), qui contient une performance vocale enregistrée par Bono en 2001 alors que le groupe est en concert sur son Elevation Tour.

## Liste des titres
Toutes les chansons sont écrites et composées par Craig Armstrong, sauf annotation.
| 1.    | Ruthless Gravity                                               | 6:00 |
| 2.    | Wake Up in New York (feat. Evan Dando)                         | 3:30 |
| 3.    | Miracle (feat. Mogwai)                                         | 3:22 |
| 4.    | Amber                                                          | 5:11 |
| 5.    | Finding Beauty                                                 | 3:41 |
| 6.    | Waltz (feat. Antye Greie-Fuchs du groupe The Dolls)            | 5:18 |
| 7.    | Inhaler                                                        | 5:00 |
| 8.    | Hymn 2 (feat. Photek)                                          | 4:49 |
| 9.    | Snow (feat. David McAlmont)                                    | 3:55 |
| 10.   | Starless II (Sample extrait de Starless de King Crimson, 1974) | 4:38 |
| 11.   | Stay (Faraway, So Close!) (feat. Bono)                         | 6:03 |
| 12.   | Niente                                                         | 4:49 |
| 13.   | Sea Song (feat. Wendy Stubbs)                                  | 6:15 |
| 14.   | Let It Be Love (feat. Steven Lindsay)                          | 3:50 |
| 15.   | Choral Ending                                                  | 2:49 |
| 69:07 |                                                                |      |

| Disque bonus Promo, Europe (Melankolic, 2002) | Disque bonus Promo, Europe (Melankolic, 2002) | Disque bonus Promo, Europe (Melankolic, 2002) | Disque bonus Promo, Europe (Melankolic, 2002) | Disque bonus Promo, Europe (Melankolic, 2002) | Disque bonus Promo, Europe (Melankolic, 2002) | Disque bonus Promo, Europe (Melankolic, 2002) | Disque bonus Promo, Europe (Melankolic, 2002) | Disque bonus Promo, Europe (Melankolic, 2002) | Disque bonus Promo, Europe (Melankolic, 2002) |
| No                                            | Titre                                         | Durée                                         |                                               |                                               |                                               |                                               |                                               |                                               |                                               |
| --------------------------------------------- | --------------------------------------------- | --------------------------------------------- | --------------------------------------------- | --------------------------------------------- | --------------------------------------------- | --------------------------------------------- | --------------------------------------------- | --------------------------------------------- | --------------------------------------------- |
| 1.                                            | Love Song                                     | 4:41                                          |                                               |                                               |                                               |                                               |                                               |                                               |                                               |
| 2.                                            | I Miss You                                    | 4:42                                          |                                               |                                               |                                               |                                               |                                               |                                               |                                               |
| 9:23                                          |                                               |                                               |                                               |                                               |                                               |                                               |                                               |                                               |                                               |

## Crédits

### Membres du groupe
- John Parricelli : guitare électrique et acoustique
- Steve Henderson : percussion

### Orchestre et chœur
- Direction d'orchestre : Cecilia Weston
- Premier violon (leader d'orchestre) : Gavyn Wright
- Piano : Simon Chamberlain
- Violons : Alison Kelly, Antonia Fuchs, Ben Cruft, Boguslaw Kostecki, Cathy Thompson, David Woodcock, Dermot Crehan, Douglas Mackie, Eddie Roberts, Everton Nelson, Iain King, Jackie Shave, Jim McLeod, Jonathan Evans-Jones, Julian Leaper, Katherine Shave, Maciej Rakowski, Mark Berrow, Michael McMenemy, Patrick Kiernan, Pauline Lowbury, Perry Montague-Mason, Peter Hanson, Rachel Allen, Ralph De Souza, Rebecca Hirsch, Rita Manning, Simon Fischer, Sonia Slany, Warren Zielinski
- Violoncelles : Anthony Pleeth, Ben Chappell, David Daniels, Frank Schaefer, Martin Loveday, Naomi Wright, Paul Kegg, Sophie Harris, Tony Lewis
- Contrebasses : Chris Laurence, Leon Bosch, Mary Scully, Mike Brittain, Patrick Lannigan, Paul Morgan, Simon Benson
- Altos : Bill Benham, Bob Smissen, Bruce White, Donald McVay, Gustav Clarkson, Ivo Van Der Werff, Kate Musker, Katie Wilkinson, Laurence Power, Peter Lale, Tim Grant
- Flûtes : Andrew Findon, Nina Robertson
- Harpe : Fiona Hibbert
- Cor d'harmonie : Paul Gardham, Richard Bissill
- Trombone : Lindsay Shilling
- Hautbois : John Anderson
- Trompette : Andy Crowley, Paul Archibald
- Choristes – Andrew Gray, Cherith Milburn-Fryer, Claire Henry, David Porter-Thomas, Heather Cairncross, Helen Parker, Jenny O'Grady, John Bowley, Mary Carewe, Jenny O'Grady et la chorale Metro Voices, Michael Clarke, Michael Dore, Michael Pearn, Paul Badley, Rosalind Waters, Sarah Eyden, Sarah Leonard, Simon Grant, Simon Preece, Susan Flannery, Tom Pearce

### Équipes technique et production
- Production, composition, arrangements : Craig Armstrong
- Mixage : Andy Bradfield, Geoff Foster, Mark Stent
- Mixage (assistants) : David Treahearn, Matt Fields
- Enregistrement : Geoff Foster
- Enregistrement (assistants) : Keith Uddin, Ricky Graham
- Photographie : Rick Guest